# Carl Alexander Clerck
Carl Alexander Clerck, švedski entomolog, arahnolog in akademik, * 1710, † 22. julij 1765.
Rodil se je v družini nižjih plemičev in se leta 1726 vpisal na Univerzo v Uppsali, a je moral študij zaradi pomanjkanja denarja opustiti ter se zaposliti kot uradnik. Delal je v upravi mesta Stockholm.
Za prirodopis se je začel zanimati v zrelejših letih, po tistem, ko je slišal Linnejevo predavanje v Stockholmu leta 1739. V naslednjih letih je zbral in klasificiral večje število primerkov pajkov ter svoja opažanja o njihovi morfologiji in vedenju leta 1757 objavil v temeljnem delu Svenska Spindlar (dobesedno »Švedski pajki«, znano tudi po latinski verziji naslova Aranei Suecici). V njih je po Linnejevem zgledu dal pajkom dvočlenska latinska imena, leto dni preden je Linne v 10. izdaji svojega dela Systema Naturae na ta način poenotil nomenklaturo živali. Zaradi izjemno natančne in celovite obravnave opisanih vrst štejejo taksonomi uporabljena imena za veljavna; tradicijo upošteva tudi Mednarodni kodeks zoološke nomenklature, ki sicer ne priznava imen objavljenih pred 10. izdajo dela Systema Naturae kot veljavnih. Svenska Spindlar je po tem sistemu izjema, torej so vrste, opisane v njem, prvi priznani opisi živali.
Z Linnejem sta se kasneje spoprijateljila in si pričela dopisovati. Linne je cenil Clerckovo delo in pripomogel k temu, da je bil izvoljen za člana Kraljeve akademije znanosti v Uppsali (1756) ter Kraljeve švedske akademije znanosti (1764). Po objavi Svenska Spindlar je Clerck pričel ustvarjati Icones insectorum rariorum z ilustracijami metuljev, a je delo ostalo nedokončano zaradi njegove smrti leta 1765 (tretji zvezek je izšel leto kasneje).